# Mittelmeerspiele 2018/Boxen
Die Wettbewerbe im Boxen der Mittelmeerspiele 2018 fanden vom 25. bis zum 30. Juni 2018 im Cambrils Pavilion in Cambrils, Spanien statt. Es wurden nur neun Gewichtsklassen für Männer ausgetragen.

## Ergebnisse

### Fliegengewicht (bis 52 kg)
| Platz | Athlet          | Land |
| ----- | --------------- | ---- |
| 1     | Gabriel Escobar | ESP  |
| 2     | Hussin Al Masri | SYR  |
| 3     | Manuel Cappai   | ITA  |
| 3     | Dušan Janjić    | SRB  |

Finale: 30. Juni 2018

### Bantamgewicht (bis 56 kg)
| Platz | Athlet            | Land |
| ----- | ----------------- | ---- |
| 1     | Raffaele Di Serio | ITA  |
| 2     | Krenar Zeneli     | ALB  |
| 3     | Bilel Mhamdi      | TUN  |
| 3     | Ali İhsan Alagaş  | TUR  |

Finale: 30. Juni 2018

### Leichtgewicht (bis 60 kg)
| Platz | Athlet         | Land |
| ----- | -------------- | ---- |
| 1     | Sofiane Oumiha | FRA  |
| 2     | Hakan Dogan    | TUR  |
| 3     | Alaa Shili     | TUN  |
| 3     | Reda Benbaziz  | ALG  |

Finale: 30. Juni 2018

### Halbweltergewicht (bis 64 kg)
| Platz | Athlet                | Land |
| ----- | --------------------- | ---- |
| 1     | Tuğrulhan Erdemir     | TUR  |
| 2     | Abdelhaq Nadir        | MAR  |
| 3     | Johan Orozco          | ESP  |
| 3     | Alexandros Tsanikidis | GRE  |

Finale: 30. Juni 2018

### Weltergewicht (bis 69 kg)
| Platz | Athlet         | Land |
| ----- | -------------- | ---- |
| 1     | Walid Mohamed  | EGY  |
| 2     | Youba Sissokho | ESP  |
| 3     | Ahmed Tabai    | TUN  |
| 3     | Onur Şipal     | TUR  |

Finale: 30. Juni 2018

### Mittelgewicht (bis 75 kg)
| Platz | Athlet              | Land |
| ----- | ------------------- | ---- |
| 1     | Ahmad Ghosoun       | SYR  |
| 2     | Salvatore Cavallaro | ITA  |
| 3     | Trifun Dašić        | SRB  |
| 3     | Bengoro Bamba       | FRA  |

Finale: 30. Juni 2018

### Halbschwergewicht (bis 81 kg)
| Platz | Athlet                 | Land |
| ----- | ---------------------- | ---- |
| 1     | Abdelrahman Abdelgawad | EGY  |
| 2     | Bayram Malkan          | TUR  |
| 3     | Polyneikis Kalamaras   | GRE  |
| 3     | Mohammed Houmri        | ALG  |

Finale: 30. Juni 2018

### Schwergewicht (bis 91 kg)
| Platz | Athlet             | Land |
| ----- | ------------------ | ---- |
| 1     | Aziz Mouhiidine    | ITA  |
| 2     | Toni Filipi        | CRO  |
| 3     | Burak Aksın        | TUR  |
| 3     | Paul Omba-Biongolo | FRA  |

Finale: 30. Juni 2018

### Superschwergewicht (ab 91 kg)
| Platz | Athlet               | Land |
| ----- | -------------------- | ---- |
| 1     | Yousry Hafez         | EGY  |
| 2     | Mohamed Firisse      | MAR  |
| 3     | Djamili-Dini Aboudou | FRA  |
| 3     | Mohamad Mulayes      | SYR  |

Finale: 30. Juni 2018

## Medaillenspiegel
| Platz | Land         | Gold | Silber | Bronze | Gesamt |
| ----- | ------------ | ---- | ------ | ------ | ------ |
| 01    | Ägypten      | 3    | —      | —      | 3      |
| 02    | Italien      | 2    | 1      | 1      | 4      |
| 03    | Türkei       | 1    | 2      | 3      | 6      |
| 04    | Spanien      | 1    | 1      | 1      | 3      |
| 0     | Syrien       | 1    | 1      | 1      | 3      |
| 06    | Frankreich   | 1    | —      | 3      | 4      |
| 07    | Marokko      | —    | 2      | —      | 2      |
| 08    | Albanien     | —    | 1      | —      | 1      |
| 0     | Kroatien     | —    | 1      | —      | 1      |
| 10    | Tunesien     | —    | —      | 3      | 3      |
| 11    | Algerien     | —    | —      | 2      | 2      |
| 0     | Griechenland | —    | —      | 2      | 2      |
| 0     | Serbien      | —    | —      | 2      | 2      |
| Total | Total        | 9    | 9      | 18     | 36     |